# Ellefeld
Ellefeld è un comune di 2.854 abitanti della Sassonia, in Germania.
Appartiene al circondario (Landkreis) di Vogtland (targa V).

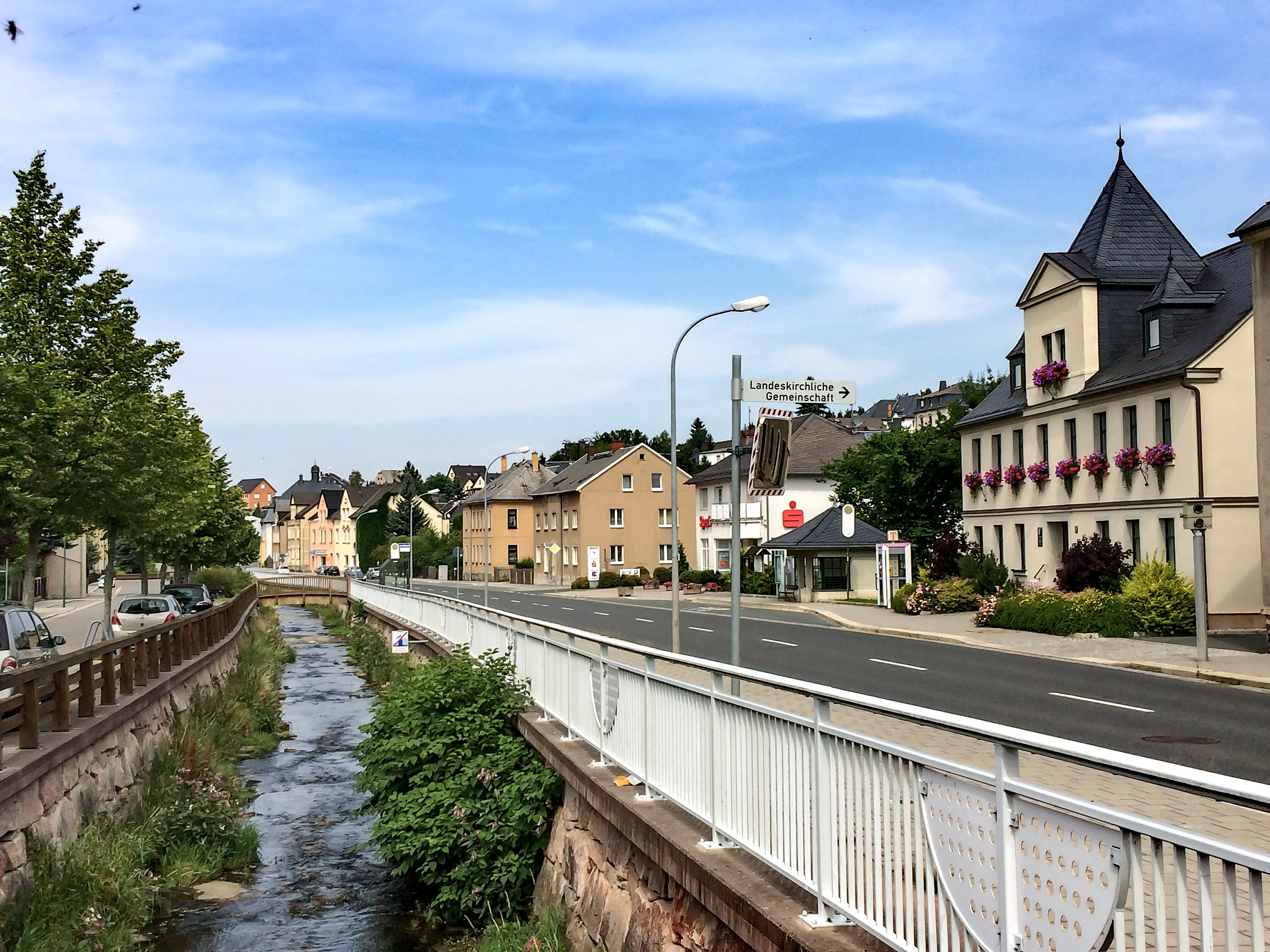
Ellefeld Downtown